# Vincent (Ohio)
Vincent è un census-designated place degli Stati Uniti d'America, nella Contea di Washington, nello stato dell'Ohio. Si trova a sud della Barlow Township e sebbene sia senza una personalità giuridica, ha un ufficio postale. 
Si trova lungo l'autostrada Ohio State Route 339 nei pressi del Tupper Creek, tributario del fiume Little Hocking.